# Шабунин, Вячеслав Васильевич
Вячесла́в Васи́льевич Шабу́нин (27 сентября 1969, Камышлов, Свердловская область, СССР) — российский легкоатлет, многократный чемпион России, участник трёх летних Олимпийских игр (1996, 2000 и 2008). Действующий обладатель пяти рекордов России: на дистанциях 1500 м (на открытом воздухе и в зале), 1 миля (на открытом воздухе) и 3000 м (на открытом воздухе и в зале).

## Биография
Специализировался в беге на средние дистанции. С 2010-х годов выступает в основном на стартах от 10 км до марафона. Мастер спорта международного класса.
Тренировался у Юрия Семёновича Куканова.

## Итоги выступлений
| Год  | Турнир                       | Место                | Результат | Дистанция |
| ---- | ---------------------------- | -------------------- | --------- | --------- |
| 1994 | Чемпионат Европы в помещении | Париж, Франция       | 5-й       | 1500 м    |
| 1994 | Чемпионат Европы             | Хельсинки, Финляндия | 5-й       | 1500 м    |
| 1995 | Чемпионат мира в помещении   | Барселона, Испания   | 5-й       | 1500 м    |
| 1997 | Чемпионат мира в помещении   | Париж, Франция       | 10-й      | 1500 м    |
| 1998 | Чемпионат Европы             | Будапешт, Венгрия    | 9-й       | 1500 м    |
| 2002 | Чемпионат Европы в помещении | Вена, Австрия        | 9-й       | 1500 м    |
| 2003 | Чемпионат мира               | Париж, Франция       | 8-й       | 1500 м    |
| 2003 | Чемпионат мира               | Монте-Карло, Монако  | 9-й       | 1500 м    |

### Личные рекорды
- 800 метров — 1.47,00 (1996)
- 1500 метров — 3.32,28 (2000) — рекорд России
- 3000 метров — 7.39,24 (1995) — рекорд России
- 5000 метров — 13.43,39 (1994)
- полумарафон — 1:01.29 (1996)
- марафон — 2:19.15 (2011)